# Gina Grain
Gina Grain (* 16. Juni 1974 in Lachine) ist eine ehemalige kanadische Radrennfahrerin, die auf Bahn und Straße aktiv war.
1999 wurde Gina Grain Profi-Radrennfahrerin. Ihr erster großer internationaler Erfolg war der Gewinn der Bronzemedaille bei den Panamerikanischen Meisterschaften 2005 in Mar del Plata im Scratch. 2007 konnte sie diesen Erfolg im Road Race wiederholen. Bei den UCI-Bahn-Weltmeisterschaften 2006 in Bordeaux wurde sie Vize-Weltmeisterin im Scratch und wurde Vierte im Punktefahren bei den Commonwealth Games 2006 in Melbourne; ebenfalls 2006 gewann sie die Tour of Gastown und konnte diesen Erfolg 2008 wiederholen. 2007 wurde sie kanadische Meisterin im Straßenrennen, 2008 kanadische Vize-Meisterin im Punktefahren und 2009 im Straßenrennen.
Grain startete bei den Olympischen Spielen 2008 in Peking und belegte im Punktefahren Rang neun.